# جو گریفاسی
جو گریفاسی (انگلیسی: Joe Grifasi؛ زادهٔ ۱۴ ژوئن ۱۹۴۴) یک بازیگر سینما و هنرپیشه اهل ایالات متحده آمریکا است. وی از سال ۱۹۷۷ میلادی تاکنون مشغول فعالیت بوده‌است.

## گزیده فیلمشناسی
از فیلم‌ها یا برنامه‌های تلویزیونی که وی در آن نقش داشته‌است می‌توان به آثار زیر اشاره کرد.
- شکارچی گوزن (۱۹۷۸)
- چیزی کوتاه از بهشت (۱۹۷۹)
- شلپ شلوپ (فیلم) (۱۹۸۴)
- پاپ روستای گرینویچ (۱۹۸۴)
- بچه فلامینگو (۱۹۸۴)
- میلیون‌ها بروسترس (۱۹۸۵)
- ماه‌زده (۱۹۸۷)
- آیرن‌وید (فیلم) (۱۹۸۷)
- کسب‌وکار بزرگ (۱۹۸۸)
- قرارهای ملاقات دنیس جنینگز (۱۹۸۸)
- سلاح عریان: پرونده‌های جوخه پلیس! (۱۹۸۸)
- ساحل‌ها (فیلم) (۱۹۸۸)
- یحتمل (۱۹۸۹)
- بی‌گناه (فیلم) (۱۹۹۰)
- بنی و جون (۱۹۹۳)
- مقدسین خانواده (۱۹۹۳)
- گرفتن گرما (۱۹۹۳)
- وکیل هادساکر (۱۹۹۴)
- سلاح عریان سی و سه و یک‌سوم: آخرین اهانت (۱۹۹۴)
- قاتلین بالفطره (۱۹۹۴)
- بتمن برای همیشه (۱۹۹۵)
- قصه بلند (۱۹۹۵)
- دو بیت (۱۹۹۵)
- سنگین (۱۹۹۵)
- قطار پول (فیلم) (۱۹۹۵)
- یک روز خوب (فیلم) (۱۹۹۶)
- یکشنبه (فیلم ۱۹۹۷) (۱۹۹۷)
- مرد برهنه (۱۹۹۸)
- غریبه‌ها در شهر (فیلم ۱۹۹۹) (۱۹۹۹)
- تغییر مسیر (۲۰۰۲)
- رفتن از ۱۳ به ۳۰ (۲۰۰۴)
- ماده تاریک (فیلم) (۲۰۰۷)